# 热诺拉克
热诺拉克（法語：Génolhac，法語發音：[ʒenɔlak]）是法国加尔省的一个市镇，属于阿莱斯区。

## 地理
热诺拉克（44°20'59"N, 3°56'58"E）面积17.3 平方千米，位于法国奧克西塔尼大區加尔省，该省份为法国南部沿海省份，南端濒地中海，北起顺时针与阿尔代什省、沃克吕兹省、罗讷河口省、埃罗省、阿韦龙省和洛泽尔省接壤。
与热诺拉克接壤的市镇（或旧市镇、城区）包括：孔库勒、维亚拉斯、尚邦、尚博里戈、塞内沙斯。
热诺拉克的时区为UTC+01:00、UTC+02:00（夏令时）。

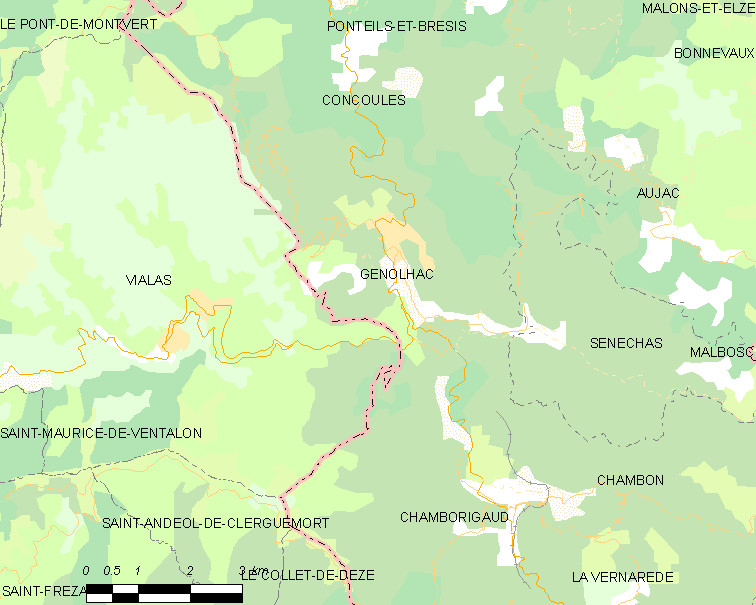
热诺拉克的OSM定位图

## 行政
热诺拉克的邮政编码为30450，INSEE市镇编码为30130。

## 政治
热诺拉克所属的省级选区为拉格朗孔布县。

## 人口

1962-2008年间热诺拉克人口变化图示

热诺拉克于2022年1月1日时的人口数量为820人。